# Villa gorgon
Villa gorgon är en tvåvingeart som först beskrevs av Fabricius 1805.  Villa gorgon ingår i släktet Villa och familjen svävflugor. Inga underarter finns listade i Catalogue of Life.